# Ер Монтенегро
Ер Монтенегро (Air Montenegro, стилизовано као ToMontenegro; 2Montenegro) је национални авиопревозник Црне Горе, са седиштем у Подгорици. Компанија је основана 10. јуна 2021. године од стране Владе Црне Горе.
„Ер Монтенегро” има авио-чворишта на аеродромима у Подгорици и Тивту, као јединим битнијим аеродромима у држави.
По последњим подацима из 2024. године „Ер Монтенегро” је превезао скоро 500 хиљада путника.

## Историја
„Ер Монтенегро” је основан 2021. године као наследник „Монтенегро ерланјса”, који угашен 26. децембра 2020. године. Компанија „Монтенегро ерлајнс” је основана 1994. године, а од 2015. године је пословала са проблемима.
Стварање новог националног авиопревозника започето је одмах по гашењу старог. Већ 29. децембра 2020. године тадашњи министар капиталних инвестиција Црне Горе, Младен Бојанић, је најавио њено оснивање, али под називом „To Montenegro” . Током априла је усвојен данашњи назив авиопревозника - „Ер Монтенегро” . За потребе нове компаније два авиона „Ембраер 195” су преузета од угашеног  „Монтенегро ерланјса”. Прве авио-линије су званично објављене 9. маја 2021. године и то су биле Београд, Љубљана и Франкфурт из Подгорице . Први званичан лет „Ер Монтенегра” је био 10. јуна 2021. године на линији Подгорица-Београд.
Од самог оснивања, компанију „Ер Монтенегро” су пратили изазови и проблеми. Много првобитно планираних целогодишњих авио-линија су постале сезонске или чак отказане. Од почетка 2022. године услед ратних операција између Русије и Украјине осетно се смањио број путника из ових држава, а који су раније имали значајан удео међу превезеним путницима на линијама до и од Црне Горе. Даље, компанија је тек после две године од оснивања постала чланица ИАТА, што је кључно за добијање одговарајућег кода за међународни саобраћај. Надзорни орган компаније је у септембру 2023. године забранио Влади Црне Горе да купи трећи авион за „Ер Монтенегро”.
„Ер Монтенегро” је средином 2023. године објавио захтев за израду петогодишње стратегије развоја.

## Дестинације
| Држава         | Град       | Аеродром                            |
| -------------- | ---------- | ----------------------------------- |
| Armenia        | Yerevan    | Zvartnots International Airport     |
| Azerbaijan     | Baku       | Heydar Aliyev International Airport |
| Czech Republic | Brno       | Brno-Tuřany Airport                 |
| Czech Republic | Prague     | Václav Havel Airport Prague         |
| France         | Lille      | Lille-Lesquin Airport               |
| France         | Lyon       | Lyon–Saint-Exupéry Airport          |
| France         | Nantes     | Nantes Atlantique Airport           |
| France         | Paris      | Charles de Gaulle Airport           |
| Germany        | Frankfurt  | Frankfurt Airport                   |
| Italy          | Rome       | Rome Fiumicino Airport              |
| Montenegro     | Podgorica  | Podgorica Airport                   |
| Montenegro     | Tivat      | Tivat Airport                       |
| Serbia         | Belgrade   | Belgrade Nikola Tesla Airport       |
| Slovakia       | Bratislava | Bratislava Airport                  |
| Slovenia       | Ljubljana  | Ljubljana Airport                   |
| Switzerland    | Zurich     | Zurich Airport                      |
| Turkey         | Istanbul   | Istanbul Airport                    |
| Turkey         | İzmir      | İzmir Adnan Menderes Airport        |

## Флота
Флота „Ер Монтенегра” се по подацима од 2025. године састоји од четири авиона:
| Авион       | У флоти | Наруџбине | Број седишта | Број седишта | Број седишта | Белешке                           |
| Авион       | У флоти | Наруџбине | Б            | Е            | Укупно       | Белешке                           |
| ----------- | ------- | --------- | ------------ | ------------ | ------------ | --------------------------------- |
| Ембраер 195 | 3       | −         | -            | 116          | 116          | Регистарске ознаке: AOA, AOB, АОЕ |
| Ембраер 190 | 1       | -         | -            | 104          | 104          | Изнајмљен до 31. октобра 2025.    |
| Укупно      | 4       |           |              |              |              |                                   |